# Agricolândia

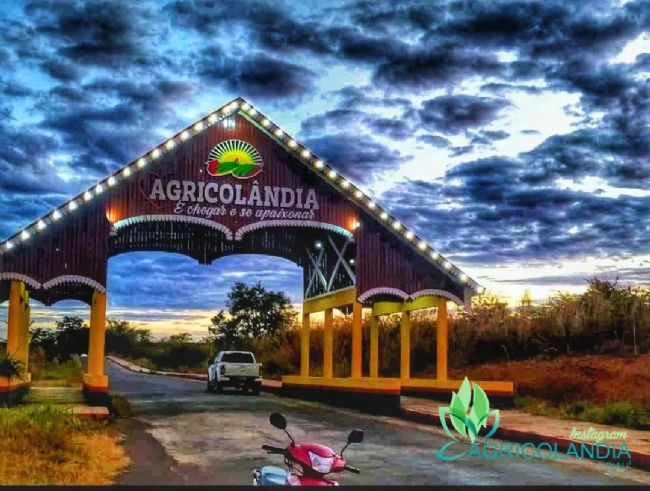
Portal da cidade

Agricolândia é um município brasileiro do estado do Piauí. Localiza-se a uma latitude 05º47'56" sul e a uma longitude 42º40'08" oeste, estando a uma altitude média de 230 metros. Sua população estimada em 2022 é de 4 940 habitantes.
Possui uma área de 112,425 km².

## História
O primeiro nome do município foi "Feitoria", numa alusão a uma próspera fazenda que atraía trabalhadores de várias regiões para cuidar do gado. Conforme as famílias se aglomeravam veio o desenvolvimento do povoado ora chamado de "Feitoria dos Leais", numa clara alusão ao poderio das famílias ricas do Nordeste Brasileiro.
O sentimento de religiosidade desempenhou papel fundamental no desenvolvimento de Agricolândia. Em 1940, por iniciativa de grupos católicos, foi construída a primeira capela, em homenagem à Nossa Senhora da Conceição hoje padroeira da cidade. Tendo atingido alto índice de desenvolvimento, as lideranças locais organizaram um movimento visando à sua emancipação política, o que foi obtido em 1962.
Em 5 de dezembro de 1962, o governador Tibério Nunes sancionou a Lei nº 2.369 que elevou o povoado à categoria de município sendo desmembrado de São Pedro do Piauí e instalado oficialmente em 30 de dezembro de 1962 com a criação do município, que recebeu o nome de Agricolândia, em decorrência da região, essencialmente agrícola.

## Geografia
Localizada na microrregião do Médio Parnaíba Piauiense é acessada pela BR-316 no km 82 de onde percorrem-se 7 km até a sede do município. A cidade não tem indústrias, mas possui correios, casa lotérica, um posto de serviços do Bradesco. A população vive basicamente da lavoura, pecuária e pequenos comércios.
Limita-se com Miguel Leão (norte), São Pedro do Piauí (sul e oeste) e Lagoinha do Piauí (sul e leste), sendo que a cidade de Água Branca embora não seja limítrofe e esteja a 15 km de Agricolândia, é o polo comercial da região.
Possui uma área de 112,425 km² km², dista 88 km de Teresina e apresenta uma temperatura média de 22 °C.

## Demografia
- População total: 5.098 habitantes (censo 2010)
- População total: 4.940 habitantes (censo 2022).

Queda na população de -3,1%
No ranking de população dos municípios, Agricolândia está
- na 143ª colocação no estado;
- na 1.552ª colocação na região Nordeste;
- e na 4.266ª colocação no Brasil.

## Política
Todos os Prefeitos desde sua Emancipação Politica
- Raimundo Ferreira Nunes (in memoria) (1962) Nomeado
- Vice: sem informação
- Ozires Batista (in memoria) (1963 - 1966)
- Vice: sem informação
- Evaristo Alves dos Reis (in memoria) (1967 - 1970)
- Vice: Vicente Carlos da C Santos
- Raimundo Alves de Araújo (in memoria) (1971 - 1972)
- Vice: João Marques Pereira
- Evaristo Alves dos Reis (in memoria) (1973 - 1976)
- Vice: Manoel Jaime da Silva
- João Marques Pereira (in memoria) (1977 - 1982)
- Vice: Antônio Ferreira de Santana
- Francisco Alencar (in memoria) (1983 - 1988)
- Vice: Raimundo Alves de Araújo
- Juarez de Sousa Santana (in memoria) (1989 - 1992)
- Vice: Raimundo Ocioneto Pereira de Sousa
- Francisco Alencar (in memoria) 1993 - 1996)
- Vice: Antônio Ribeiro Barradas
- Juarez de Sousa Santana (in memoria) 1997 - 2000
- Vice: Francisco Oliveira de Alencar
- Antônio Ribeiro Barradas (in memoria) (2001 - 2004)
- Vice: Ozires Ferreira
- Antônio Ribeiro Barradas (in memoria) (2005 - 2008)
- Vice: Ozires Ferreira
- João de Deus (2009 - 2012)
- Vice: Rosangela Carlos
- Walter Alencar  (2013 - 2016)
- Vice: Raimundo Barradas
- Walter Alencar  (2017 - 2020)
- Vice: Raimundo Barradas
- Ítalo Alencar (2021 - 2024)
- Vice: Presley Alencar
- Marcão do Povo (2025 - 2028)
- Vice: Ozires Ferreira

## Trabalho e Rendimento
Em 2021, o salário médio mensal era de 1.8 salários mínimos. A proporção de pessoas ocupadas em relação à população total era de 4.3%. Na comparação com os outros municípios do estado, ocupava as posições 89 de 224 e 210 de 224, respectivamente. Já na comparação com cidades do país todo, ficava na posição 3288 de 5570 e 5404 de 5570, respectivamente. Considerando domicílios com rendimentos mensais de até meio salário mínimo por pessoa, tinha 54% da população nessas condições, o que o colocava na posição 129 de 224 dentre as cidades do estado e na posição 628 de 5570 dentre as cidades do Brasil.

## Infraestrutura

### Saúde
A taxa de mortalidade infantil média na cidade é de - para 1.000 nascidos vivos. As internações devido a diarreias são de 2.2 para cada 1.000 habitantes. Comparado com todos os municípios do estado, fica nas posições 1 de 224 e 129 de 224, respectivamente. Quando comparado a cidades do Brasil todo, essas posições são de 1 de 5570 e 1442 de 5570, respectivamente.

### Meio Ambiente
Apresenta 58.3% de domicílios com esgotamento sanitário adequado, 85.9% de domicílios urbanos em vias públicas com arborização e 0% de domicílios urbanos em vias públicas com urbanização adequada (presença de bueiro, calçada, pavimentação e meio-fio). Quando comparado com os outros municípios do estado, fica na posição 7 de 224, 57 de 224 e 84 de 224, respectivamente. Já quando comparado a outras cidades do Brasil, sua posição é 1888 de 5570, 1904 de 5570 e 4835 de 5570, respectivamente.

## Turismo
Passeios e Pontos Turísticos
- Orla da Lagoa da Baixa
- Serra do Grajáu
- Morro dos Bodes
- Saco da Onça
- Sitio do Bené
- Portal da Entrada da Cidade
- Estádio Municipal de Futebol Alencazão
- Restaurante Zezaarão
- Cachoeira da Feitoria dos Vidas
- Lava jato o Cachorrão

Eventos
- Festejos de São José Novo Horizonte - 10 a 19 de março
- Festejos de Nossa Senhora de Fátima - 1 a 13 de maio
- Festejos de Santo Antônio no bairro Pitombeira - 1 a 13 de junho
- Festejos de São João Batista em Tamboril - 15 a 24 de junho
- Vaquejada - 28 a 30 de julho
- Festejos de Santo Onofre na localidade Boi Morto - 10 a 19 de agosto
- Seresta do Bar do Geleia - 07 de setembro
- Festejos de Santa Teresinha do Menino Jesus em Buraco d'Água - 22 de setembro a 1 de outubro
- Festival Agricaju - 03 e 04 de Outubro
- Festejos da padroeira Nossa Senhora da Conceição - 29 de novembro a 8 de dezembro
- Aniversário da Cidade - 30 de dezembro